# جیسون منتزوکس
جیسون منتزوکس (انگلیسی: Jason Mantzoukas؛ زادهٔ ۱۸ دسامبر ۱۹۷۲) یک هنرپیشه و پادکست‌ساز اهل ایالات متحده آمریکا است. وی از سال ۱۹۹۸ میلادی تاکنون مشغول فعالیت بوده‌است.
از فیلم‌ها یا برنامه‌های تلویزیونی که وی در آن نقش داشته‌است می‌توان به دیکتاتور، شب قبل، خانه، آن‌ها باهم آمدند، بروکلین نه نه، بزرگسالان مبتدی، بی‌نهایت و مامان بچه اشاره کرد. بیشتر برای نقش‌های جدی خود شناخته شده‌است.